# Schématisme (linguistique)
 (mars 2025).
Si vous disposez d'ouvrages ou d'articles de référence ou si vous connaissez des sites web de qualité traitant du thème abordé ici, merci de compléter l'article en donnant les références utiles à sa vérifiabilité et en les liant à la section « Notes et références ».
En linguistique, les langues schématiques sont des langues construites qui suivent, dans leur logique propre, des schémas réguliers pour la formation et la dérivation de leurs mots ainsi que pour la grammaire ; elles s'opposent par nature aux langues naturalistes qui reproduisent les irrégularités des langues naturelles.
En général les langues schématiques sont du type agglutinant[réf. nécessaire].
Le schématisme peut être également utilisé comme notion relative dans le cadre de la comparaison de deux langues, dans une comparaison d'un trait de langue.

## Intérêt du schématisme
Les langues schématiques ont une dérivation régulière, avec des familles de mots réguliers et sans dimorphisme des racines : on peut citer comme exemples de langue schématique l'espéranto, l'ido, le pandunia, ainsi que le projet de Jean Delormel, et la langue de Cave Beck de 1657.
Dans une construction schématique, si un concept peut s'exprimer exactement comme la combinaison de deux autres, alors le mot correspondant sera la combinaison des mots ou lemmes correspondant à ces deux concepts. Cette définition est néanmoins difficile à manier : ainsi, « géologie » pourra être vu comme la combinaison de « science » et « Terre » (comme en turc yer bilimi, littéralement « Science de la Terre ») ou, si la géologie est vue comme une partie des sciences de la Terre, le terme pourra être rendu par un mot synthétique (comme en français, même si l'étymologie renvoie à ces deux concepts).
Le grand avantage du schématisme est d'alléger le travail de la mémoire ; l'apprentissage de la langue ne se fait plus par mémorisation mais par raisonnement logique.
La dérivation schématique peut être mise en œuvre de diverses manières : elle peut servir à étendre le champ lexical, ou à modifier les classes de mots.
Exemple 1 : le champ lexical
| Langue    | type        | masculin | féminin | le descendant | la descendante | le lieu  |
| --------- | ----------- | -------- | ------- | ------------- | -------------- | -------- |
| français  | naturelle   | taureau  | vache   | veau          | veau femelle   | l'étable |
| espéranto | schématique | bovo     | bovino  | bovido        | bovid-ino      | bovejo   |

Une langue schématique telle que l'espéranto utilise un schéma racine (bov)+suffixe(in,id,ej) pour créer un nouveau concept à partir d'une forme de base. Ce schéma sera réutilisable à chaque fois pour d'autres mots. D'autres constructions, par exemple des combinaisons de mots comme pour les langues isolantes sont possibles.
Exemple 2 : les classes de mots
| français  | père  | paternel | paternellement | paterner | mère    | maternel | maternellement | materner |
| espéranto | patro | patra    | patre          | patri    | patrino | patrina  | patrine        | patrini  |

L'espéranto nécessite de connaitre un radical et les suffixes o,a,e,i,in (suffixes qui seront utilisables pour n'importe quelle racine)
Le français nécessite de connaitre quatre radicaux (père, pater, mère, mater) dont la dérivation pose parfois des problèmes (par exemple paterner qui n'est pas un verbe utilisé en français on utilisera plutôt une périphrase du type agir comme un père)

## Inconvénients du schématisme
Le schématisme est parfois considéré comme trop artificiel, inesthétique et éloigné des langues naturelles. Néanmoins cette appréciation est dépendante de la langue et de la culture de référence : ce qui paraîtra comme schématique pour les personnes de langues romanes pourra être vu comme naturaliste pour d'autres.
Force est de constater cependant que le schématisme est en pratique difficile à atteindre. Ainsi pour ce qui est de la formation des mots, il peut y avoir sur-définition des termes : en espéranto terkulturo («culture de la terre, agriculture») est plus large que la culture de plants et inclut l'élevage, ce qui peut expliquer l'emploi des termes naturalistes agrikulturo et agrokulturado. Il peut y avoir également sous-définition, par exemple vortaro (« ensemble de mots ») ne désigne pas une quelconque liste de mots, mais un dictionnaire.
Il faut également distinguer le schématisme du calque, même si la différence peut être subtile. L'espéranto terpomo (« terre-pomme », « pomme de terre ») est un calque du français, de même que duoninsulo (« demi-île », « péninsule ») est un calque des langues slaves et germaniques (allemand Halbinsel, polonais półwysep). Le sens de ces termes n'est pas lié aux morphèmes les composant, mais à la traduction de ceux-ci dans une autre langue.

## Liste de langues schématiques
Parmi les langues schématiques on trouve l'espéranto, l'ido, le projet de Jean Delormel, et la langue de Cave Beck de 1657.